# Vadim Cojocaru
Vadim Cojocaru (n. 19 mai 1961, Bărboieni – d. 7 iunie 2021) a fost un politician din Republica Moldova, deputat în parlament între 2009 și 2014.

## Biografie
Vadim Cojocaru a absolvit Universitatea de Stat din Moldova în 1982, facultatea Economia comerțului și merceologie, calificarea - economist. Între 1989-1990 a făcut studii postuniversitare la Universitatea de Stat din Kiev. 

## Cursuri (stagii)
- 1988: Institutul de Comerț din Kiev (Ucraina), catedra organizarea comerțului,.
- noiembrie 1991: Academia de Management din Rusia (Moscova), ″Mecanisme de funcționare a economiei de piață″.
- mai-iunie 1992: ″Managementul și marketingul în economia de piață″, ELKEPA Grecia, Atena.
- aprilie 1993: Universitatea ″Al.I.Cuza″ din Iași (România), ″Marketing internațional″.
- 1995: University of Nebraska at Omaha, SUA. ″Business Administration″, iunie ″ iulie.
- martie 2002, ianuarie 2005: Universitatea Pierre Mendes, ″Management și marketing universitar″ Grenoble, Franța.

## Activitate profesională
- 1982–1991: asistent la catedra ″Economia, organizarea și gestiunea comerțului″, Universitatea de Stat din Moldova.
- 1991–1993: lector la catedra ″Marketing″, lector superior la catedra ″Management general″, ASEM.
- 1993–1994: conferențiar la catedra ″Economie și management″, Universitatea Cooperatist Comercială din Moldova.
- Din 1994: conferențiar universitar, profesor universitar la catedra ″Management general″, ASEM.

## Funcții
- 1992–1993: prodecan la facultatea ″Management″, ASEM
- 1993–1994: decan la facultatea ″Management și Marketing″, Universitatea Cooperatist Comercială din Moldova
- 1994–2001: decan la facultatea ″Management″, ASEM
- Din 2001 este prorector pentru activitatea științifică și relații internaționale la ASEM

Redactor-șef la revista ″Economica″ /fondator ASEM/.

## Grade științifice
- 1992: Doctor în științe economice
- 1995: Conferențiar universitar
- 2003: Profesor universitar
- 2004: Cercetător asociat, gradul I, Institutul Național de Cercetări Economice, Academia Română

Limbi vorbite: româna, rusa, franceza.